# Pseudoleucopis nigromontana
Pseudoleucopis nigromontana är en tvåvingeart som beskrevs av Tanasijtshuk 1996. Pseudoleucopis nigromontana ingår i släktet Pseudoleucopis och familjen markflugor. Inga underarter finns listade i Catalogue of Life.